# Борова (заказник)
Борова́ — ботанічний заказник місцевого значення в Україні. Розташований у межах Чернігівського району Чернігівської області, на південний схід від села Козероги. 
Площа 110 га. Статус присвоєно згідно з рішенням Чернігівського облвиконкому від 04.12.1978 року № 529; від 27.12.1984 року № 454; від 28.08.1989 року № 164; від 31.07.1991 року № 159. Перебуває у віданні ДП «Чернігівське лісове господарство» (Ревунівське л-во, кв. 84, 85). 
Статус присвоєно для збереження лісового масиву на правому березі річки Десна. У деревостані переважають верба, тополя і (в центральній частині заказника) дуб.